# Ronnie Ray Smith
Ronnie Ray Smith, född 28 mars 1949 i Los Angeles i Kalifornien, död 31 mars 2013 i Los Angeles, var en amerikansk friidrottare.
Smith blev olympisk mästare på 4 x 100 meter vid sommarspelen 1968 i Mexico City.